# F. Kovács Sándor
F. Kovács Sándor (Karcag, 1968. június 19. –) magyar autószerelő, közlekedésgépész, néprajztudós, muzeológus, turkológus (kazak nyelv és történelem), politikus; 2018. május 8. óta a Fidesz – Magyar Polgári Szövetség országgyűlési képviselője.

## Családja
Nős, felesége Kovács-Bocskay Anna. Három gyermekük van: Kovács Bocskay Vince Timur (2007–), Kovács Bocskay Ákos Zsigmond (2010–) és Kovács Bocskay Márton Tas (2011–).

## Életrajz

### Tanulmányai
1974 és 1982 között a karcagi Győrffy István Általános Iskolában, majd 1982 és 1985 között a Ragó Antal Szakmunkásképző Intézet autószerelő szakán, később 1985 és 1988 között a karcagi Gábor Áron Gimnáziumban tanult. 1988 és 1989 között a karcagi Ványai Ambrus Közlekedésgépészeti Szakközépiskola közlekedésgépészeti technikusképzését végezte el. 1994-ben a Magyar Hírlap Újságíró Stúdiót, később 1996 és 2006 között a debreceni Kossuth Lajos Tudományegyetem néprajz–muzeológus szakát végezte el. 1997 és 1998 között az Al-Farabi Kazak Állami Egyetemen tanult kazak nyelvet és történelmet.
Kazak nyelven tárgyalási és orosz nyelven társalgási szinten tud.

### Politikai pályafutása
2018. május 8. óta a Fidesz – Magyar Polgári Szövetség országgyűlési képviselője. 2018. május 8. óta a Gazdasági bizottság tagja. 2018. november 26. óta a Gazdasági bizottság Turisztikai albizottságának tagja. Korábban a Jász-Nagykun-Szolnok Megyei Közgyűlés elnöke volt.